# Линия 1 (Стамбульский метрополитен)
Линия M1 (тур. M1 Yenikapı - Atatürk Airport / Kirazlı) — одна из 10 линий Стамбульского метро. Стала первой линией метро не только на территории Стамбула, но и на территории всей Турции. Открылась в 1989 году. Состоит из двух маршрутов: М1ᴀ и М1ʙ (ответвление от основной линии).

## История
С ростом численности населения Стамбула в городе обострялась транспортная ситуация. После закрытия трамвайной системы в 1960-х годах в городе не было рельсового транспорта (не считая почти километровый Тюнель), и городскими властями было решено построить в городе метрополитен.
Хронология открытий/закрытий
XX век
3 сентября 1989 — открытие Стамбульского метрополитена и линии М1, участок Аксарай — Коджатепе (6 станций).
18 декабря 1989 — открытие участка Коджатепе — Эсенлер (2 станции).
31 января 1994 — открытие участка Отогар — Зейтинбурну (3 станции), начало вилочного движения на линии.
7 марта 1994 — открытие участка Зейтинбурну — Бакыркёй-Инджирли (1 станция).
26 июля 1995 — открытие участка Бакыркёй-Инджирли — Атакёй-Шириневлер (1 станция).
25 августа 1995 — открытие участка Атакёй-Шириневлер — Енибосна (1 станция).
15 января 1999 — открытие станции Бахчелиэвлер на действующем участке Бакыркёй-Инджирли — Атакёй-Шириневлер.
XXI век
20 декабря 2002 — открытие участка Енибосна — Аэропорт им. Ататюрка (2 станции), Стамбульский метрополитен приходит к аэропорту в первый раз. Ветка М1А завершена.
14 июня 2013 — открытие участка Эсенлер — Киразлы-Багджилар (4 станции).
9 ноября 2014 — открытие участка Аксарай — Еникапы (1 станция).
Начало 2020ых — временное закрытие участка Атакёй-Шириневлер — Аэропорт им. Ататюрка для строительства тоннелей линии М9.
Начало 2022 — открытие движения на участке Атакёй-Шириневлер — Аэропорт им. Ататюрка без открытия станции Енибосна.
15 декабря 2022 — открытие станции Енибосна после реконструкции.

## Перспективы
Строительство
2024 год —  открытие участка Киразлы-Багджилар — Фатих (4 станции).
Без точных дат
Ожидается открытие участка Фатих — Халкалы (5 станций) для связи с линией М11 и Marmaray.

## Пересадки
| Пересадка на линию | Со станции        | На станцию        |
| ------------------ | ----------------- | ----------------- |
| Линия 2            | Еникапы           | Еникапы           |
| Линия 3            | Киразлы-Багджилар | Киразлы-Багджилар |
| Линия 3            | Бакыркёй-Инджирли | Инджирли          |
| Линия 9            | Енибосна          | Енибосна          |

## Общие сведения

Карта линии

Часы работы — с 6:00 до 0:00. С момента открытия линию обслуживают поезда производства компании ABB Group, способные развивать скорость до 80 км/час. Пассажиропоток на линии достигает 400 тысяч пассажиров в день. В часы пик максимальный интервал между поездами составляет 3 минуты. Все станции имеют сидения с покрытием, станции линии оснащены 52 эскалаторами и 44 лифтами.

### Ветка M1ᴀ
Ветка M1ᴀ имеет протяжённость 20,3 км и насчитывает 18 станций. Поездка между конечными станциями — Еникапы и Аэропорт им. Ататюрка занимает около 35 минут. Ежедневно 105 поездов совершают рейс в одном направлении между конечными станциями.
На ветке M1ᴀ семь станций построены под землёй, девять станций — на уровне поверхности, а три — на эстакаде. Шесть станций имеют платформы островного типа и одиннадцать станций — боковые платформы. Станция Отогар имеет две островных платформы, которая позволяет осуществлять пересадки в трёх направлениях веток линии M1.

### Ветка M1ʙ
Ветка M1ʙ имеет протяжённость 14,0 км и насчитывает 13 станций. Поездка между конечными станциями — Еникапы и Киразлы-Багджилар занимает около 25 минут. Ежедневно 170 поездов совершают рейс в одном направлении между конечными станциями.

## Станции

### Линия M1
Следующие станции обслуживаются обеими ветками (M1ᴀ и M1ʙ):
- Еникапы (пересадка: M2, Мармарай, İDO)
- Aksaray (пересадка: T1)
- Emniyet-Fatih
- Topkapı-Ulubatlı (пересадка: T4)
- Bayrampaşa-Maltepe
- Sağmalcılar
- Kocatepe
- Otogar

### Ветка M1ᴀ
- Terazidere
- Davutpaşa-YTÜ
- Merter (пересадка: Metrobüs)
- Zeytinburnu (пересадка: T1, Metrobüs)
- Bakırköy-İncirli (пересадка: М3, Metrobus)
- Bahçelievler (пересадка: Metrobüs)
- Ataköy-Şirinevler (пересадка: Metrobüs)
- Yenibosna (пересадка: М9, Metrobüs)
- DTM-İstanbul Fuar Merkezi
- Atatürk Havalimanı

### Ветка M1ʙ
- Esenler
- Menderes
- Üçyüzlü
- Bağcılar Meydan (пересадка: T1)
- Kirazlı-Bağcılar (пересадка: M3)